# فهرست تجهیزات نظامی ساخت ایران
در سال‌های اخیر، دولت ایران اعلام کرده است که در سخت‌افزارهای نظامی ضروری و سیستم‌های دفاعی به خودکفایی رسیده است.
ایران در طول جنگ ایران و عراق، برای مقابله با تحریم تسلیحاتی اعمال شده توسط ایالات متحده و متحدانش، یک برنامه توسعه تسلیحاتی ایجاد کرد. از ابتدای دهه ۱۳۷۰، وزارت دفاع و پشتیبانی نیروهای مسلح ایران تانک‌ها، نفربرهای زرهی، موشک‌ها، رادارها، قایق‌ها، زیردریایی‌ها و هواپیماهای بدون سرنشین خود را اغلب از طریق مهندسی معکوس و در مواردی طراحی و تولید کرده است.

## تاریخچه
جنگ ایران و عراق تأثیر چشمگیری بر ذخایر تجهیزات در ایران داشتند. تحریم‌ها در پی گروگان‌گیری در سفارت آمریکا و مصرف تجهیزات تولید و خریداری شده در زمان حکومت پهلوی، ایران را به سوی تأمین تجهیزات از اتحاد جماهیر شوروی، کره شمالی، برزیل و چین سوق داد.

## نیروی هوایی
فهرست زیر شامل برخی از سیستم‌های تسلیحاتی است که ایران در داخل کشور تولید می‌کند:

### جنگنده
- آذرخش – جنگنده دو سرنشین با قابلیت آموزشی[۳][۴][۵]
- صاعقه ۱ – جت جنگنده[۶]
- کوثر – جت جنگنده[۷][۸]
- شفق – جنگنده آموزشی[۹]
- قاهر ۳۱۳ – جنگنده و پهپاد رزمی[۱۰]

### هواگرد
- صاعقه ۲ – جت مافوق صوت دوسرنشین[۱۱][۱۲][۱۳]
- آی‌آر - ۱۴۰ - تولید تحت لیسانس آنتونوف ۱۴۰ اوکراینی[۱۴]
- پرستو ۱۴ – هواپیمای آموزشی مهندسی معکوس شدهٔ بیچکرفت بونانزا[۴][۵][۱۵]
- درنا – هواپیمای آموزشی[۴][۵]
- تذرو – نسل سوم درنا[۴] هنوز در مرحله پیش‌نمونه
- هسا یاسین _ هواپیمای آموزشی
- سیمرغ (هواپیما) – هواپیمای آموزشی[۱۶]
- فجر اف ۳ – هواپیمای آموزشی تولید داخل
- بالگرد پانها ۲۰۹۱ – اورهال شدهٔ بل ای‌اچ-۱ سوپرکبرا آمریکایی با قطعات داخلی جایگزین شده[۱۷][۱۸]
- شباویز ۲۰۶۱ – اورهال شدهٔ بل ۲۰۶ آمریکایی با قطعات جایگزین شدهٔ داخلی[۱۷]
- شباویز ۲۷۵ – اورهال شدهٔ بل ۲۰۴/۲۰۵ با قطعات جایگزین شده داخلی[۱۷]
- بل ۲۱۴ – مهندسی معکوس‌شده در ایران
- شاهد ۲۷۸ – توسعه یافته از بل ۲۰۶ و پن‌ها ۲۰۶۱
- باور ۲ – هواپیمای آب‌نشین بال ثابت، توانا برای گشت‌زنی و تجسس[۱۹]
- هسا سیمرغ - هواپیمای ترابری[۲۰]

### بالگرد
- بالگرد طوفان ۱ و ۲ – هلی‌کوپتری بر اساس AH-1J و تولید شده توسط سازمان صنایع هوایی ایران، ۱۰ طوفان ۱ در ماه مه سال ۲۰۱۰ به ارتش تحویل داده شد و ارتقای آن طوفان ۲ در ژانویه ۲۰۱۳ رونمایی شد[۲۱][۲۲]
- شاهد ۲۸۵ – بالگرد تهاجمی جدید ایرانی[۲۳][۲۴][۲۵]
- شاهد ۲۱۶[۲۶]
- صبا ۲۴۸ – وزن متوسط، دو موتوره، چهار ملخه، قادر به حمل ۸ سرنشین[۲۷]
- سورنا - بالگرد سورنا با بدنه تمام کامپوزیت با سرعت پروازی ۱۶۰ کیلومتر و برد پروازی ۶۵۰ کیلومتر[۲۸]
- هما - هما مخفف هلی‌کوپتر ملی ایران است، ۴ چهار ملخه و ظرفیت ۱۴ نفر مسافر و ۲ نفر خدمه را دارد[۲۹]

### هواپیماهای بدون سرنشین
- ابابیل[۳۰] - هواپیما نظارت دریایی تولید داخلی. ابابیل ۵ برای مأموریت‌های شناسایی و اکتشافی میان‌برد و ابابیل تی برای مأموریت‌های برد کوتاه/متوسط[۳۱]
- ابابیل ۲[۳۲]
- مهاجرI / II / III[۳۳]
- مهاجر ۶[۳۴][۳۵]
- مهاجر ۴
- کمان ۱۲ - این پهپاد سرعتی حدود ۲۰۰ کیلومتر بر ساعت و مداومت پروازی ۱۰ ساعت دارد و برد پروازی ۱۰۰۰ کیلومتر و قابلیت حمل محموله‌هایی با وزن ۱۰۰ کیلوگرم را دارد[۳۶]
- کمان ۲۲ - این پهپاد دارای قابلیت حمل محموله‌های مختلف با مداومت پروازی بالاتر از ۲۴ ساعت است و بردِ آن ۳۰۰۰ کیلومتر می‌باشد[۳۷]
- رعد (با قابلیت‌های تهاجمی)[۳۸]
- نظیر (نظارتی)[۳۸]
- صاعقه - پهپاد چند منظوره
- سبکبال - اولین هواپیمای بدون سرنشین سبک ایرانی که قادر به ضبط و ارسال فیلم است و می‌تواند در کمتر از پنج دقیقه برای پرواز آماده شود
- زحل - VTOL وسیله نقلیه بدون سرنشین
- تلاش۱ و ۲ - پهپاد آموزشی ایرانی
- کرار - قادر به حمل تسلیحات موشکی برای انجام مأموریت بمب‌اندازی علیه اهداف زمینی است. همچنین قادر به پرواز در فاصله‌های طولانی با سرعت بسیار بالا است[۳۹][۴۰][۴۱]
- سفره ماهی - پهپاد جنگنده رادار گریز
- A1 - A1 توانایی حداقل دو ساعت مسافرت را دارد و می‌تواند بار ۵ کیلوگرم بار را حمل کند[۳۱]
- شاپرک - دارای حداکثر شعاع عملیاتی ۵۰ کیلومتر و حداکثر سقف پروازی ۱۵۰۰۰فوت (۴۵۷۲ متر) است. این پهپاد توانایی سه‌ونیم ساعت پرواز بدون توقف را دارد و می‌تواند یک ۸ کیلوگرم بار حمل کند[۴۲]
- شاهد ۱۲۹ - UCAV با قابلیت پرواز ۲۴ ساعته و مسلح با موشک‌های سدید[۴۳]
- شاهد ۱۲۳[۴۴]
- شاهد ۱۳۳[۴۵]
- سایه - نسخه‌های معکوس مهندسی شده ScanEagle، ساخته شده در خط تولید داخلی و به کار گرفته شده توسط نیروهای مسلح ایران است[۴۶]
- یسیر - نسخه اصلاح شده ScanEagle، دارای ۱۹٬۵۰۰ ارتفاع پرواز، استقامت ۲۴ ساعت پرواز و شعاع عملیاتی حدود ۷۵۰ کیلومتر است[۴۷][۴۸]
- سریر اچ ۱۱۰ - قادر به حمل موشک هوا به هوا است
- حماسه - هواپیمای بدون سرنشین میان برد،[۴۹] قادر به حمل موشک هوا به زمین است[۵۰]
- AB-3
- رعد ۸۵ - هواپیمای بدون سرنشین[۵۱]
- فطرس - UCAV با محدوده ۲۰۰۰ کیلومتر، سقف پرواز ۲۵٬۰۰۰ فوت و استقامت پرواز ۱۶ الی ۳۰ ساعت، مسلح به موشک[۵۲]
- فرپاد - هواپیما شناسایی دست پرتاب[۵۳]
- عقاب - هواپیمای بدون سرنشین قادر به حمل موشک هوا به سطح است[۵۴]
- شاهین - هواپیماهای بدون سرنشین که می‌تواند اطلاعات مربوط به موقعیت و حرکات نیروهای دشمن را در مأموریت‌های شناسایی جمع‌آوری کنند[۵۴]
- صادق - نسخه جدیدی از مهاجر ۴[۵۵]
- سیمرغ[۵۶]
- آرش نام این پهپاد به افتخار آرش کمانگیر به نام آرش نامگذاری شده است.
- آرش۲: این پهپاد در رزمایش شهریور ۱۴۰۱ ارتش جمهوری اسلامی ایران رونمایی شد. نکته جالب توجه این پهپاد این است که کیومرث حیدری فرمانده نیروی زمینی ارتش در گفت و گوی تلویزیونی اعلام کرد این پهپاد مخصوص حمله به تل آویو و حیفا است.[۵۷][۵۸]
- معراج ۵۰۴
- معراج ۲۱۴[۵۹]
- غزه - پهپاد فوق سنگین و پهن پیکر غزه دارای ۲۱ متر دهانه بال و ۳۱۰۰ کیلوگرم جرم برخاست است. مداومت پروازی آن ۳۵ ساعت،[۶۰]
- شاهد ۱۳۶[۶۱]
- ابابیل ۳[۶۲]
- کیان ۱
- ابابیل 5[۶۳]
- کیان ۲[۶۴]
- مهاجر ۹۲[۶۵]
- مهاجر ۱۰

### موشک‌های هوا به هوا
- فاطر - کپی از موشک ایم-۹ سایدوایندر ساخت ایالات متحده[۶۶][۶۷]
- سجیل - کپی از ام‌آی‌ام-۲۳ هاوک، تبدیل شده برای شلیک توسط هواپیما[۶۶]
- فکور ۹۰ - نسخه ایرانی ایم-۵۴ فینیکس،[۶۸] با موفقیت در فوریه ۲۰۱۳ مورد آزمایش قرار گرفت[۶۹]
- آذرخش[۷۰] معرفی شده در اسفند ۱۳۹۶

### مهمات هوا به زمین
- قدر - بمب ۲۰۰۰ پوندی با هدایت الکترواپتیکی[۷۱][۷۲]
- زوبین - بمب ۷۵۰ پوندی با هدایت الکترو اپتیکی هدایت[۷۱][۷۲]
- ستار ۱/۲/۳/۴ - موشک‌های هوا به زمین برد متوسط
- قاصد ۱/۲/۳ - بمب ۲۰۰۰ پوندی با هدایت الکترواپتیکی قاصد ۲ دارای برد حدود ۵۰ کیلومتر و قاصد ۳ دارای برد بیش از ۱۰۰ کیلومتر است[۷۲][۷۳]
- Asre - موشک هوا به زمین با هدایت لیزر[۷۲]
- بادبادک - مخزن متعلق به سلاح‌های متعارف[۷۲]
- یاسر - موشک هوا به زمین ۷۵۰ پوندی[۷۴]
- بینا - موشک هوا به زمین و زمین به زمین با هدایت لیزری که به نظر می‌رسد بر اساس موشک هوا به زمین ماوریک AGM-65 با افزودن یک لیزر نیمه فعال (SAL) به کلاهک‌اش تولید شده‌باشد[۷۵]
- سدید ۱ - موشک هوا به زمین[۷۶]
- شفق - موشک هوشمند که قابلیت قفل روی هدف را دارد با برد ۸ تا ۱۰ کیلومتر[۷۷]
- حیدر - موشک هوا به زمین با برد بیش از ۸ کیلومتر[۷۸]
- دهلاویه هواپایه - موشک هوا به زمین با هدایت لیزری با برد بیشتر از ۸ کیلومتر[۷۹]
- قمر بنی هاشم - موشک هوا به هوا و هوا به زمین با برد بیش از ۸ کیلومتر با قابلیت قفل قبل و بعد از شلیک[۸۰]
- اخگر - نوعی موشک پهپادی است که روی پهپاد کمان-۱۲ قابل نصب است[۸۱]
- قائم ۵
- قائم ۹[۸۲]
- قائم ۱۱۴ - الگوبرداری شده از موشک آمریکایی هلفایر
- الماس - الگوبرداری شده از موشک اسرائیلی اسپایک
- یاسین - کیت هدایت شونده ماهواره به همراه یک بمب ۲۲۵ کیلوگرمی مارک۸۲[۸۳]
- شاهین ۳
- عصر ۶۷[۸۴]

### به‌روزرسانی و ساخت قطعات
- جمهوری اسلامی ایران اعلام کرده که هواپیماهای F-4، F-5 و F-14 ایالات متحده را ارتقا داده و برای آن‌ها قطعات یدکی شامل لاستیک، اویونیک و قطعات موتور تولید کرده است.[۶۶][۸۵]
- ردیاب پرواز شاهد (Observer) - قادر به ضبط پارامترهای پرواز، تصویر و صدا است.[۸۶]

### شبیه‌سازها
- شبیه‌ساز F-4 فانتوم[۸۷]
- شبیه‌ساز هلیکوپتر حمله طوفان یا AH-1J[۸۸]
- شبیه‌ساز شاهد ۲۷۸ و Bell-206 - در سال ۲۰۰۳ در پروژه‌ای با نام منصور، ایران ۲۷ شبیه‌ساز بل-۲۰۶ ساخته است.[۸۹]
- شبیه‌ساز بل ۲۱۴ - این پروژه تحت پروژه قادر-۳ ساخته شد و هزینه آن ۱۷ میلیارد و ۵۰۰ میلیون ریال بود.[۸۹][۹۰][۹۱][۹۲]
- شبیه‌ساز جنگنده F-5
- شبیه‌ساز پرتاب موشک Misagh
- شبیه‌ساز Mig-29 فالکروم[۹۳]
- شبیه‌ساز F-14 تام‌کت
- شبیه‌ساز میراژ F-1[۹۴]
- شبیه‌ساز سیستم دفاع هوایی هاوک و مرصاد[۹۵]
- شبیه‌ساز پرواز کامل ایران ۱۴۰ (FFS)[۹۶]
- شبیه‌ساز پایه ثابت ایران ۱۴۰[۹۷]
- شبیه‌ساز پرواز پایه فوکر ۱۰۰[۹۸]
- شبیه‌ساز پرواز پایه ثابتSOCATA TB-21 Trinidad[۹۹]
- شبیه‌ساز هواپیمای سوخوی سوپرجت[۱۰۰]

### ماهواره بر
ماهواره‌بر «قائم ۱۰۰»، (پرتاب زیرمداری…) توانایی قرار دادنِ ماهواره‌های با وزن ۸۰ کیلوگرم در مدار ۵۰۰ کیلومتری از سطح زمین

## سامانه‌های راداری و جنگ الکترونیک
- BSR-1 - رادار VHF
- سیستم راداری مطلع‌الفجر I / II[۱۰۲][۱۰۳]
- کاشف ۱ و ۲[۱۰۴]
- رادار الوند[۱۰۵]
- عصر (رادار) - رادار عصر توسط مقامات ایرانی به عنوان یک رادار آرایه فضایی سه بعدی دریایی گروه S با ۲۰۰ کیلومتر برد و توانایی همزمان شناسایی و رهگیری ۱۰۰ هدف در سطح آب یا بالاتر از آن معرفی شده و در ناوهای جماران نصب خواهد شد.[۱۰۶][۱۰۷][۱۰۸]
- سیستم رادار علیم[۱۰۷][۱۰۹]
- رادار زمینی RASIT - ایران چندین دستگاه از آن را در جنگ از عراق غنیمت گرفت و در حال حاضر یک نسخه معکوس مهندسی شده آن بر روی کامیون را تولید می‌کند[۱۱۰]
- ثامن- سیستم رادار[۱۱۱]
- سیستم الکترو نوری / رادار[۱۱۲]
- سیستم‌های جنگی الکترونیک[۱۱۳][۱۱۴]
- سپهر - رادار OTH با محدوده شعاع ۳۰۰۰ کیلومتر[۱۱۵][۱۱۶][۱۱۷]
- نجم ۸۰۲ - سیستم رادار آرایه فازی[۱۱۷][۱۱۸][۱۱۹]
- غدیر - سیستم رادار غدیر دارای برد (حداکثر) ۱۱۰۰ کیلومتر برد است و ۳۰۰ کیلومتر برای شناسایی اهداف هوایی، هواپیماهای ضد رادار، موشک‌های کروز و موشک‌های بالستیک و همچنین ماهواره‌های کم ارتفاع طراحی و ساخته شده است[۱۲۰][۱۲۱][۱۲۲]
- آرش - رادار دوربرد، در دسامبر ۲۰۱۳ به خدمت گرفته شد[۱۱۹][۱۲۳]
- قمر (رادار سه‌بعدی) تولید بومی ایرانی جهت جنگ الکترونیک است[۱۲۴]
- غدیر - سیستم رادار سه بعدی که می‌تواند تهدیدات هوایی را تا حد ممکن از ۱۱۰۰ کیلومتر تشخیص و ردیابی کند[۱۲۵]
- فتح ۱۴ - با برد ۶۰۰ کیلومتر و می‌تواند اهداف کوچک هوایی را در ارتفاع بالا شناسایی کند[۱۲۶]
- معراج ۴ - سیستم رادار محدوده نظارت سه بعدی در سطح زمین[۱۲۶]
- نظیر - سیستم رادار برد بلند با توانایی شناسایی اهداف مهاجم به رادار[۱۲۷]
- بینا[۱۲۷]
- کاوش - براساس MPQ-50[۱۰۳]
- هادی[۱۰۳] - بر اساس MPQ-46
- حافظ - رادار آرایه فازی سه بعدی[۱۰۳]
- ملی - با طیف به وسعت ۴۵۰ کیلومتر[۱۰۳]
- جویا[۱۰۳]
- الوند[۱۰۳]
- طارق[۱۰۳]
- بصیر ۱۱۰[۱۰۳]
- GSR-110[۱۰۳]
- افق[۱۰۳]
- ۱۰م شهریور[۱۰۳]
- آرش I / II[۱۰۳]
- مصباح[۱۰۳]
- شهاب[۱۰۳]
- علم‌الهدا[۱۰۳]
- بشیر[۱۰۳]
- فتح ۲[۱۰۳]

## سامانه‌های پدافند هوایی
- قائم - موشک ضد هلیکوپتر، سبک‌وزن، هدایت لیزری[۱۲۸][۱۲۹]
- رعد - سامانه پدافندی مناسب ارتفاع و برد متوسط
- میثاق ۱ - موشک ضد بالگرد
- میثاق ۲ - نسخه دوم و پیشرفته تر میثاق ۱
- میثاق ۳ - موشک دوش‌پرتاب[۱۳۰]
- ضدهوایی هواپیما ۲۳ میلیمتری - نسخهٔ ایرانی ZU-23 که در دونسخه یک لول و دو لول پیکربندی شده است که از خدمت خارج شده
- سماوات ضدهوایی ۳۵ میلی‌متری - نسخه ایرانی اورلیکن ۳۵ م‌م و دارای کنترل آتش Oerlikon 35 اسکای گارد
- سعیر ضدهوایی ۱۰۰ میلی‌متری - نسخه ایرانی کااس-۱۹ که می‌تواند به‌طور خودکار از طریق سیستم‌های رادار یا سیستم‌های نوری در ارتفاع کم و متوسط به‌طور خودکار شناسایی کرده و هدف قرار دهد[۱۳۱]
- شهاب ثاقب - موشک پدافندی ارتفاع کم
- صیاد ۱ و ۱آ - نسخه ایرانی و ارتقا یافته HQ-2 چینی[۱۳۲] نسخه آ دارای ردیابی مادون سرخ است
- صیاد ۲ - مجهز به کلاهک ۲۰۰ کیلوگرمی و دارای ۱۲۰۰ متر سرعت در ثانیه است. سیستم دفاع موشکی صیاد-۲ شامل موشک‌های دو مرحله‌ای است که می‌تواند انواع هواپیماها، از جمله بمب افکن‌ها را در ارتفاع‌های متوسط و بلند هدف قرار دهد[۱۳۳]
- صیاد ۳[۱۳۴]
- صیاد ۴[۱۳۵]
- صیاد ۴B - علیه اهداف دور ایستا، دارای سوخت جامد مرکب[۱۳۶]
- فجر ۸ - ارتقاء اجزای سامانه S-200[۱۳۷]
- فجر ۲۷ - توپ ۲۷ میلیمتری دریایی[۱۳۸][۱۳۹]
- فتح - توپ ۴۰ میلیمتری دریایی با برد ۱۲ کیلومتر ۳۰۰ گلوله در دقیقه[۱۴۰][۱۴۱]
- مرصاد - اولین سیستم دفاع هوایی ساخته شده ایران براساس US MIM-23 Hawk است قادراست تا هواپیما مدرن را در ارتفاع‌های پایین و متوسط هدف قرار دهد. سیستم مرصاد مجهز به تکنولوژی پردازش سیگنال راداری پیشرفته، لانچر پیشرفته و تجهیزات الکترونیکی جهت هدایت و دستیابی به هدف است. مرصاد از موشک‌های شاهین تولید شده در داخل کشور استفاده می‌کند[۱۴۲]
- کمین ۲ - ارتقاءیافته سامانه موشکی مرصاد است[۱۴۳]
- سیستم دفاع هوایی مصباح - می‌تواند جنگنده‌ها، هلیکوپترها، موشک‌های کروز و دیگر اشیاء را در ارتفاع کم هدف قرار دهد. مصباح ۱ مجهز به یک رادار تعقیب سه بعدی و سیستم هدایت نوری و توان آتشباری ۴۰۰۰ گلوله در دقیقه است[۱۴۴][۱۴۵]
- محراب - موشک سطح به هوا با برد متوسط. موشک محراب با سیستم ضد رادار و ضد اختلال مجهز شده است و در صورت تلاش دشمن در اختلال در سیستم هدف‌گیری بلافاصله منبع تداخل را شناسایی می‌کند و مسیر خود را به سمت منبع تغییر می‌دهد و اختلال‌گر را مورد هدف قرار می‌دهد[۱۴۶]
- رعد - سیستم دفاع هوایی با برد ۵۰ کیلومتر و ارتفاع درگیری ۲۵ تا ۲۷ کیلومتر[۱۴۷]
- باور ۳۷۳ - نسخه ایرانی الهام گرفته از سیستم موشکی S-300 روسیه که از دو یا سه نوع موشک برای مقابله با اهداف هوایی در لایه‌های مختلف استفاده می‌کند[۱۴۸]
- یا زهرا - سیستم دفاع هوایی در ارتفاع کم،نمونه بومیHQ-7 چینی [۱۴۹]
- سهیل - سامانه ای با چهار موشک دوش پرتاب میثاق که می‌تواند اهداف هوایی در ارتفاع و برد کم را مورد هدف قرار دهد.[۱۵۰][۱۵۱]
- حرز نهم - سیستم دفاع هوایی غیرفعال، کم ارتفاع با محدوده کاری ۱۰ کیلومتر و ارتفاع عملیاتی ۵ کیلومتر[۱۵۲][۱۵۳][۱۵۴]
- سامانه تلاش - سیستم دفاع موشکی با برد بلند در ارتفاع بالا که از یک نسخه به روز شده از موشکی به نام صیاد ۲ استفاده می‌کند، در ماه نوامبر سال ۲۰۱۳، خط تولید موشک صیاد ۲ راه اندازی شد.
- عاصف - مسلسل سه لول ۲۳ میلی‌متری که قادر به شلیک تا ۹۰۰ دور در دقیقه است، در حال حاضر در ناو های کلاس سلیمانی نیروی دریایی سپاه به عنوان یک سیستم دفاع نزدیک برای دفاع در برابر موشک کروز استفاده می‌شود[۱۵۵]
- سوم خرداد - سامانه موشکی با برد ۷۵ کیلومتر و ارتفاع ۳۰ کیلومتر[۱۲۵][۱۵۶]
- ۱۵ خرداد[۱۵۷]
- طبس - سیستم موشکی برد ۶۰ کیلومتر و ارتفاع ۳۰ کیلومتر[۱۲۵]
- سامانه تیربار موشکی - سامانهٔ موشکی‌ای است که می‌تواند موشک‌های بالستیک دوربرد را به‌طور پشت سرهم به اهدافِ مدنظر دقیق شلیک نماید.[۱۵۸]
- خاتم ۵ - سامانه موشکی
- خاتم ۷ - سامانه موشکی[۱۵۹]
- جوشن - سامانه موشکی[۱۶۰]
- زوبین - سامانه پدافند هوایی کوتاه برد برای درگیری با مهمات دور ایستا
- مجید - سامانه پدافندی ارتفاع پست

## سامانه‌های موشکی

### موشک قاره‌پیما
موشک ماهواره بر قائم ۱۰۰: ایران دستیابی به فناوری موشک قاره‌پیما را به‌طور علنی تأیید نکرده است اما با توجه به برد اعلامی و موفقیت‌آمیز بودن آزمایش این موشک، می‌توان گفت ایران به‌طور غیر علنی به فناوری این نوع موشک دست پیدا کرده است. احتمالا ایران به دلیل اعمال تحریم، این خبر را به‌طور علنی اعلام نکرده است.

### موشک هایپرسونیک
حاجی زاده فرمانده نیروی هوافضای سپاه پاسداران در حاشیه سالگرد کشته شدن حسن تهرانی مقدم، به‌طور رسمی اعلام کرد که ایران به فناوری موشک هایپر سونیک دست پیدا کرده است. پنتاگون اعلام کرد در این زمینه شک و تردید داریم. حاجی زاده در واکنش به این موضع پنتاگون گفت:اگر آمریکایی‌ها باور نکردند هم مهم نیست؛ روز حادثه مشخص می‌شود! موشک فتاح در ۱۶ خرداد ۱۴۰۲ با حضور سید ابراهیم رئیسی، رئیس‌جمهور ایران، رونمایی شد و نام آن را سید علی خامنه‌ای، رهبر جمهوری اسلامی ایران، انتخاب کرده است.

### موشک‌های برد متوسط (MRBM)
موشک‌های برد متوسط عبارتند از موشک‌هایی با برد ۱۰۰۰ تا ۳۰۰۰ کیلومتر
- شهاب ۳ A / B / C - موشک برد متوسط استراتژیک با با محدوده ۱۲۰۰ الی ۲۱۰۰ کیلومتر
- قدر۱۱۰ موشک برد متوسط با برد ۱۸۰۰–۲۰۰۰ کیلومتر[۱۶۶]
- موشک برد متوسط عاشورا با سوخت جامد ۲ مرحله‌ای محدوده ۲۰۰۰ کیلومتر[۱۶۷]
- موشک برد متوسط سجیل با سوخت جامد دومرحله‌ای با محدوده ۲۰۰۰–۲۵۰۰ کیلومتر
- موشک بالستیک میان برد فجر ۳[۱۶۸]
- عماد - نسخه بهبود یافته شهاب ۳[۱۶۹]
- ذوالفقار - موشک بالستیک جامد با برد ۷۵۰ کیلومتر[۱۷۰]
- خرمشهر - موشک برد متوسط قادر به حمل کلاهک‌های متعدد با طیف وسیعی از ۲۰۰۰ کیلومتر[۱۷۱]
- موشک شهید حاج قاسم - موشک بالستیک حاج قاسم سلیمانی، موشک بالستیک ایرانی است که دارای بُرد ۱٬۴۰۰ (تا ۱٬۸۰۰) کیلومتر می‌باشد.[۱۷۲]
- دزفول - یک موشک بالستیک هوشمند زمین به زمین دارای برد پروازی ۱۰۰۰ کیلومتر است[۱۷۳]
- موشک خیبرشکن موشک راهبردی دوربرد و نقطه‌زن سپاه پاسداران انقلاب اسلامی (برد و شعاع ۱۴۵۰ کیلومتری)[۱۷۴]

### موشک‌های برد کوتاه (SRBM)
تا برد ۱۰۰۰ کیلومتر موشکها کوتاه برد در نظر گرفته می‌شوند.
- موشک کوتاه بردشهاب ۱ - تاکتیکی با محدوده ۳۵۰ کیلومتر بر اساس نسخه اساسی SS-1C / Scud-B شوروی[۱۷۵]
- شهاب ۲ - موشک کوتاه بردتاکتیکی با محدوده ۷۵۰ کیلومتر نسخه SS-1D / Scud-C شوروی[۱۷۶]
- نازعات - سری موشک غیرمسلح
- فاتح ۱۱۰ - موشک کوتاه برد سوخت جامد تک مرحله ای با محدوده ۲۰۰ کیلومتر
- فاتح ۳۱۳ - موشک هدایت دقیق سوخت جامد با برد ۵۰۰ کیلومتر[۱۷۷]
- فاتح مبین - موشک رادارگریز، تاکتیکی، نقطه‌زن و کوتاه برد ایرانی از خانواده موشک‌های فاتح است[۱۷۸]
- زلزال به ۱ / ۲ / ۳ - موشک کوتاه برد یک مرحله‌ای با برد از ۲۰۰ الی ۴۰۰ کیلومتر[۱۷۹][۱۸۰][۱۸۱]
- قیام ۱ - موشک کوتاه برد تاکتیکی با محدوده ۷۵۰ کیلومتر با استفاده از سوخت مایع و دارای یک سیستم هدف‌گیری هوشمند[۱۸۲]
- موشک رعد ۵۰۰ موشک کوتاه بُرد (برد ۵۰۰ کیلومتر)
- فتح ۳۶۰ موشک برد کوتاه با سرعت ۵۰۰۰ کیلومتر[۱۸۳]

### موشک‌های کروز
- نصر-۱ - موشک برد کوتاه ساخت ایران
- مشکات – موشک کروز با برد ۲۰۰۰ کیلومتر
- قادر – موشک کروز ضدکشتی با برد ۲۰۰ کیلومتر
- یا علی - موشک کروز زمین به دریای ایرانی با برد ۷۰۰ کیلومتر
- سومار – کپی شده از خا-۵۵ شوروی
- نور – موشک کروز ضد کشتی بر اساس موشک چینی سی-۸۰۲
- کوثر – موشک کروز زمین به دریا، برد متوسط
- قدیر
- نصر بصیر – موشک کروز ضد کشتی
- ظفر– موشک کروز ضد کشتی
- نصیر – موشک کروز ضد کشتی[۱۸۴]
- موشک هویزه - موشک کروز شناساگریز زمینی از خانواده موشک سومار با برد ۱۳۵۰ کیلومتر[۱۸۵][۱۸۶]

## نیروی زمینی

### ادوات نقلیه زرهی
- تانک ذوالفقار - طراحی شده از M60 پاتون ایالات متحده و T-72 روسیه[۱۸۷][۱۸۸]
- سفیر ۷۴ T-72Z- ارتقای داخلی از T-54/55 شوروی سابق و تایپ ۵۹ چین[۱۸۷]
- مبارز - ارتقاء بومی تانک چیفتن بریتانیا
- سبلان - یک نسخه ارتقا یافته ایرانی از M47M آمریکا، دارای حفاظ جانبی، یک برجک جدید ساخته شده با اسلحه ۱۰۵ میلی‌متری، فاصله‌یاب لیزری، سیستم کنترل آتش و تجهیزات ارتباطی جدید است[۱۸۹][۱۹۰][۱۹۱]
- T-72- T-72S شوروی که تحت مجوز در ایران تولید می‌شود[۱۸۷]
- کرار - ارتقاء T-72،[۱۹۲] شبیه به T-90 MS روسیه[۱۹۳]
- صیاد - خودروی واکنش سریع برای جنگ‌های غیرمتعارف
- توسن - تانک سبک ایرانی برای جنگ‌های غیر متعارف، که از FV101 Scorpion انگلستان توسعه یافته است[۱۹۴]
- نفربر BMP 2  - نفربر زرهی ساخت روسیه که در داخل ایران مونتاژ شده است مسلح به توپ 30 میلی‌متری به عنوان خودروی پشتیبانی آتش.[۱۹۵]
- نفربر براق - نسخه ارتقا یافته داخلیBMP-1 شوروی[۱۸۷]
- رخش - خودروی زرهی ۴x۴ جهت حمل و نقل پرسنل[۱۸۷]
- سریر یا طلائیه - خودروی ۴x۴ زرهی برای سپاه
- هویزه - نفربر فوق‌العاده سبک[۱۹۶]
- اقارب - تانک چرخدار[۱۹۷]
- حیدر ۵ - خودروی مین‌روب زرهی چرخ‌دار[۱۹۸]
- حیدر ۶–8×8 APC[۱۹۹] خهپاد (خودرو هدایت پذیر از دور) انتحاری

### وسایل نقلیه دیگر
- سپهر - وسیله نقلیه تاکتیکی ایران[۲۰۰][۲۰۱]
- جیپ سفیر[۲۰۲]
- ماشین تاکتیکی ۱٫۴ تندر[۲۰۳]
- کویران - ماشین تاکتیکی ۳٫۴ تن[۲۰۴]
- نینوا - کامیون نظامی ۴x۴ ساخت ایران
- ببر ۴۰۰ کامیون نظامی سنگین، بر اساس MAZ-537 ساخت شوروی
- خودروی تاکتیکال ارس - ۳٫۴ تنی
- کامیون سنگین ذوالجناح - کامیون سنگین ۱۰x10[۱۸۹]
- ذوالفقار - شناور مجهز به اژدر[۲۰۵]
- شهید محمد ناظری - شناور برد بلند و پر سرعت[۲۰۶]
- ظفر - کامیون سنگین ۸ × ۸ ساخته شده برای باور ۳۷۳[۲۰۷]
- پوریا- حمل‌کننده تانک[۲۰۸]
- سمندر[۲۰۹]
- فلق - خودروی فوق سبک رزمی با اسلحه کنترل از راه دور[۲۱۰]
- نذیر (ربات موشک‌انداز) (خهپاد) - خودروی بدون سرنشین مسلح به موشک[۲۱۱]
- امرپ طوفان-خودروی زرهی مجهز به یک قبضه مسلسل سنگین با کالیبر ۱۲٫۷ میلی‌متر[۲۱۲]

### موشک‌های ضدزره
- رعد - نسخه‌ای از ۹کی۱۱ مالیوتکای تولید شوروی[۲۱۳]
- آرپی‌جی-۷ - نسخه‌ای از آرپی‌جی-۷ تولید شوروی. ایران پیش‌بینی کرده بود که تا سال ۲۰۱۴، ۲/۸۸ درصد آرپی‌جی-۷های جهان را تولید کرده باشد[۲۱۴]
- آرپی‌جی-۲۹
- صاعقه - نسخه بهبودیافته آرپی‌جی-۷[۲۱۵]
- طوفان - نسخهٔ کپی‌شده از موشک تاو آمریکا
- طوفان ۲ - نسخه‌ای بهبودیافته از طوفان
- طوفان ۵ - موشک ضدزره و ضدتانک با دو کلاهک[۱۲۸][۱۲۹]
- صاعقه ۱/۲ - نسخهٔ مهندسی معکوس M47 دراگون[۲۱۶][۲۱۷]
- توسن - نسخه ایرانی 9M113 Konkurs / AT-5 Spandrel
- دهلاویه - نسخه‌ای از موشک کورنت-ئی[۲۱۸][۲۱۹]
- تندر - نسخه ساخته شده ایران 9M119 SVIR ATGM با محدوده حداکثر ۴۰۰۰ متر است[۲۲۰]
- پیروز - موشک هدایت‌شونده ضدتانک[۲۲۱]
- زوبین (موشک هدایت شونده)[۲۲۲]
- الماس[۲۲۳]

### توپ‌های بدون لگد
- SPG-9 - نسخه مهندسی معکوس توپ بدون لگد ۷۳ میلی‌متر SPG-9
- توپ بدون لگد ۱۰۶ میلیمتری - نسخه ایرانی از اسلحه M40 A2

### خمپاره‌اندازها
- خمپاره‌انداز ۳۷ میلیمتری مارش – یک خمپاره‌انداز کوچک تولید شده توسط ارتش ایران در زمان جنگ با عراق
- HM 12 – خمپاره‌انداز ۶۰ میلی‌متری[۲۲۴]
- HM 13 – خمپاره‌انداز ۶۰ میلی‌متری[۲۲۴]
- HM 14 – خمپاره‌انداز۶۰ میلیمتری[۲۲۴]
- HM 15 – خمپاره‌انداز ۸۱ میلی‌متری[۲۲۴]
- HM 16 – خمپاره‌انداز ۱۲۰ میلی‌متری[۲۲۴]
- خمپاره‌انداز رزم – خمپاره‌انداز ۱۲۰ میلی‌متری
- خمپاره‌انداز وفا – خمپاره‌انداز ۱۶۰ میلی‌متری[۲۲۵][۲۲۶]
- گلوله خمپاره‌انداز ۱۲۰ میلی‌متری[۲۲۷]
- گلوله خمپاره‌انداز ۱۳۰ میلی‌متری[۲۲۷]

### توپخانه
- HM 40 - A 122 mm howitzer
- HM 41 - A 155 mm howitzer
- هویتزر ۱۵۵ میلی‌متری خودکششی چرخ‌دار[۲۲۸]
- رعد ۱ - توپ مسلح ساخته شده بر اساس توپ خودکششی چینی WZ 501/503 پوش با اسلحه ۱۲۲ میلی‌متری روسی.
- رعد ۲ - توپ خودکششی بر مبنای هویتزر M109 ایالات متحده[۱۸۷]
- بصیر - توپ هدایت لیزر ۱۵۵ میلی‌متری قادر به حملهاهداف متحرک در محدوده ۲۰ کیلومتری[۲۲۹][۲۳۰]
- صاعقه - مین ضد هلیکوپتر کنترل از راه دور[۲۳۱]
- باهر ۲۳ - توپ ضدهوایی کالیبر ۲۳ میلی‌متری[۱۹۷]

### موشک‌اندازها
- HM 20 - نسخه ایرانی BM-21
- آرش - موشک‌انداز ایرانی غیرهدایت‌شونده ۱۲۲ میلیمتری
- عقاب - موشک‌انداز ایرانی غیرهدایت‌شونده ۲۳۰ میلیمتری
- فلق ۱ - موشک‌انداز ایرانی غیرهدایت‌شونده ۲۴۰ میلیمتری مشابه توپ BM-24
- فلق ۲ - موشک‌انداز ایرانی غیرهدایت‌شونده ۳۳۰ میلیمتری
- فجر ۱ - نسخه ایرانی موشک‌انداز نوع 63 MRS میلی‌متری[۲۳۲]
- موشک‌انداز فجر ۳[۲۳۳][۲۳۴]
- موشک‌انداز فجر ۵[۲۳۵]

### اسلحه و تجهیزات رزم انفرادی

#### اسلحه کمری
- زعاف - کپی اسلحه سوئیسی-آلمانی SIG P226[۲۳۶][۲۳۷][۲۳۸]

#### سلاح انفرادی هجومی
- مصاف - مسلسل کپی برداری شده از HK-۴۱۶ آلمانی.
- G3A6 - کپی از H & K G3A3 7.62 میلی‌متر (تولید تحت مجوز H & K)[۲۳۶]
- MGA3 - کپی از MG3 7.62 میلی‌متر (تولید مجاز Rheinmetal)[۲۳۶][۲۳۹]
- MPT-9 - مسلسل تندر - کپی MP5 (تولید تحت مجوز H & K)[۲۳۶]
- KH-2002 - کیت تبدیل بولپاپ ۵/۵۶۰ میلی‌متر برای M-16[۲۳۶][۲۴۰]
- S-5.56 - کپی Norinco CQ، کلون چینی M-16[۲۳۶]
- اخگر - مسلسل ۷٫۶۲ میلیمتری که قادر به شلیک ۴۰۰۰ تا ۶۰۰۰ دور در دقیقه[۲۴۱]
- مصاف[۲۴۲]
- سما[۲۴۳]
- فجر ۲۲۴[۲۴۳]
- فاتح - کپی ایرانی XCR-L آمریکایی[۲۴۴]
- فاتح - آتش‌بار[۲۴۵]
- ذوالفقار[۲۴۶]
- KL-7.62 - کپی از AKM[۲۳۶]
- سیاوش - تفنگ تک‌تیرانداز[۲۴۷]

#### تیربار تهاجمی
- محرم - مسلسل ۱۲٫۷ میلیمتری ایران قادر به شلیک ۲۵۰۰ دور در دقیقه[۱۸۹][۲۴۸]
- MGD-12.7mm - کپی DShkM شوروی[۲۴۹][۲۵۰]
- PKM-T80 - کپی PKM شوروی[۲۳۶]

#### اسلحه تک‌تیرانداز
- نخجیر - کپی SVD شوروی[۲۳۶]
- صیاد - کپی ایرانی Steyr HS .50 با کمی تغییر[۲۵۱]
- شاهر - تفنگ تیرانداز از ایران ۱۴٫۵ میلی‌متر را تولید کرد[۲۵۲]
- آرش - اسلحه تک تیرانداز بومی ۲۰ میلی‌متری[۲۵۳][۲۵۴]
- باهر - تفنگ تک‌تیرانداز ۲۳ میلی‌متری کالیبر[۲۵۵]
- طاهر - تفنگ تک‌تیرانداز
- حیدر - تفنگ تک‌تیرانداز ۵۰ میلی‌متری[۲۵۶]
- نصر - تک تیرانداز ۱۲٫۷ میلی‌متری[۲۵۷]
- تکتاب - تفنگ ضد حفاظ[۲۵۸]

#### سایر تجهیزات
- ناصر - پرتابگر نارنجک اتوماتیک ۴۰ میلیمتری[۲۵۹]
- جلیقه ضد گلوله روئین[۲۶۰]
- Tls-99 غلاف نشانه گذاری لیزری[۲۶۱]

## نیروی دریایی

### شناورها و ناوها
- کمان - قایق موشک‌انداز، کلاس فرانسوی کمان (Combattante II) که به شدت ارتقا یافته است.
  - پیکان
  - جوشن
    - قایق موشک‌انداز جوشن یک

  - درفش
  - کلات
- کلاس موج - ارتقا و اصلاح ناوهای کلاس بریتانیایی الوند (Saam) (یا Vosper Mk 5)
  - جماران - ناومحافظ چند منظوره با توان جابجایی حدود ۱۴۰۰ تن، می‌تواند ۱۲۰–۱۴۰ پرسنل را در عرشه حمل کند و با انواع موشک‌های ضد کشتی و سطح به هوا مسلح است.[۲۶۲][۲۶۳]
  - دماوند
  - سهند
  - دنا
- کلاس شهید سلیمانی
  - شهید سلیمانی
  - شهید حسن باقری
  - شهید صیاد شیرازی
  - شهید دلواری
- ناو شهید ناظری
- قایق موشک‌انداز تندر
- ذوالفقار - قایق تندرو موشک‌انداز[۲۶۴]
- سراج - قایق واکنش سریع[۲۶۵][۲۶۶][۲۶۷]
- یونس ۶ - هواناو با قابلیت حمل شش سرنشین[۲۶۸]
- تندر - هواناو با قابلیت شلیک موشک / بدون سرنشین[۲۶۹][۲۷۰]
- ناوبندرپشتیبانی، رزمی و بالگرد بر مکران
- خارک - با هزینه ۸۰۰ میلیون دلار، کشتی ۱۳ هزار تنی جدید با قابلیت حمل ۱۲ هلیکوپتر تهاجمی، ۲۰۰ خدمه و برد ۸۰۰۰ مایل دریایی است که به سواحل آمریکا نیز می‌رسد. دارای پنج جایگاه فرود در عرشه و چهار نقطهٔ پارکینگ، همچنین موشک‌های ضد هوای SM-1 و SAM و توپ ضد هوائی ۴۰ میلیمتری فتح ۴۰[۲۷۱]
- قایق موشک‌انداز کلاس آذرخش - بر اساس قایق موشک‌انداز چینی C-14 کلاس کت[۲۷۲]
- تیر[۲۷۲]
- یا مهدی[۲۷۲]
- باور GEV[۲۷۳]
- هندیجان
- ناو شهید ابومهدی
- ناو شهید بهمن باقری (ناو پهبادبر)
- انواع شهپاد ها(شناور هدایت پذیر از دور)

### زیردریایی‌ها
- زیردریایی کلاس بعثت[۲۷۴]
- زیردریایی کلاس فاتح[۲۷۵][۲۷۶]
- زیردریایی کلاس غدیر[۲۷۷]
- زیردریایی کلاس نهنگ[۲۷۸]
- انواع زهپاد ها(زیردریایی هدایت پذیر از دور)

### موشک‌های دریایی
- رعد - موشک‌های ضد کشتی ساخت ایران بر اساس موشک کرم ابریشم HY-2
- فجر دریا - نسخهٔ Sea Killer II
- کوثر ۱/۲/۳ - چند نسخه بر اساس موشک‌های چینی C-701 TL-10 و C-704[۲۷۹][۲۸۰]
- نصر - چند نسخه بر اساس TL-6 و C-705
- تندر - نسخه ارتقا یافته موشک چینی C-801 شبیه به موشک نور، اما همراه با بوستر با سوخت جامد و برد ۵۰ کیلومتر[۲۸۱][۲۸۲][۲۸۳]
- ثاقب - شبیه به موشک نور، اصلاح شده موشک کروتال برای شیک از زیردریایی[۲۸۴]
- نور - نسخه ارتقا یافته موشک چینی C-802[۲۸۵]
- موشک کروز ضد کشتی "قادر" با برد بیش از ۲۰۰ کیلومتر[۲۸۶]
- موشک خلیج فارس - موشک بالستیک ضد کشتی بر اساس فاتح ۱۱۰
- ظفر - موشک‌های ضد کشتی کوتاه برد تولید بومی[۲۸۷][۲۸۸]
- هرمز ۱ و ۲ موشک بالستیک دریایی که با دقت بالا می‌تواند اهداف متحرک را در دریا هدف بگیرد[۲۸۹]
- ابومهدی - موشک کروز دریایی ایرانی است که بُرد آن بالای ۱۰۰۰ کیلومتر می‌باشد.[۲۹۰]
- دهلاویه - موشک ضد زیردریایی با هدایت لیزری[۲۹۱]

### اژدرها
- کوسه
- یاسین
- حوت - یک اژدر فراحفره‌زا است. احتمالاً نسخه VA-111 اشکوال روسیه
- والفجر

### شبیه‌سازها
- شبیه‌ساز زیردریایی - زیردریایی «کلاس طارق» ایران[۲۹۲]